# Żuławka Sztumska (osada)
Żuławka Sztumska – osada w Polsce, w województwie pomorskim, w powiecie sztumskim, w gminie Dzierzgoń.
W latach 1975–1998 miejscowość administracyjnie należała do województwa elbląskiego.

## Zabytki
Według rejestru zabytków NID na listę zabytków wpisany jest kościół parafialny pw. św. Jana Chrzciciela, 2 ćw. XIV, 1666, nr rej.: A-75 z 30.05.1957.